# 上坊孙吴墓
上坊孙吴墓，位于江苏省南京市江宁区东山街道（原上坊镇）境内，经推测为孙吴一位宗室王的墓穴。有学者认为该墓为东吴“高陵”，墓主为孙坚及其两位夫人。

## 发掘与保护
2005年12月，江宁科学园施工时发现一座大型六朝砖室墓葬，墓坑长21.5米、宽14.4米，经过抢救性考古发掘后，出土了大量文物及铜钱。
2017年3月，国家文物局原则同意上坊孙吴墓墓室本体保护工程立项。2018年6月，将在该墓附近建成东吴博物馆。